# En Straamand
En Straamand er en dansk stumfilm fra 1913 med ukendt instruktør.

## Handling
Denne artikel mangler et handlingsreferat. Hjælp os med at skrive det.

## Medvirkende
- Holger Reenberg - Robert Beck, murer
- Aage Garde - Hagen, sagfører og bankdirektør
- Oda Rostrup - Enkebaronesse Elna de Rène
- Edith Buemann Psilander - Karen, gårdmandsdatter